# Chrysocharis longigaster
Chrysocharis longigaster är en stekelart som beskrevs av Christer Hansson 1987. Chrysocharis longigaster ingår i släktet Chrysocharis och familjen finglanssteklar. Inga underarter finns listade i Catalogue of Life.